# Webster Thayer
Webster Thayer (* 7. Juli 1857 in Blackstone (Massachusetts); † 18. April 1933) war Richter am Superior Court im US-Bundesstaat Massachusetts. Für seinen Vorsitz im Fall Sacco und Vanzetti wurde er weltweit bekannt und kritisiert.

## Leben
Webster Thayer wurde im Juli 1857 in Blackstone als Sohn des örtlichen Fleischers geboren. Er besuchte die öffentlichen Schulen vor Ort sowie die Worcester Academy und inskribierte schließlich im Dartmouth College. Dort fiel er vor allem wegen seines sportlichen Interesses auf: Für drei Jahre war er Kapitän des von ihm aufgestellten Baseballteams des Colleges. Nach einem Studentenstreich wurde er für ein halbes Jahr vom College suspendiert, konnte aber gemeinsam mit seinen Klassenkameraden 1879 erfolgreich zur Reifeprüfung antreten.
Den Gedanken, professioneller Baseballspieler zu werden, ließ er fallen, und studierte stattdessen Rechtswissenschaften in Worcester. 1882 wurde er als Anwalt zugelassen und blieb die nächsten 35 Jahre in der Stadt. Er heiratete, war Obmann des Worcester Sportverbandes und Mitglied der Absolventenvereinigung von Dartmouth. Von den Demokraten aufgestellt, wurde er zum jüngsten Stadtrat Worcesters gewählt. Später wechselte er zu den Republikanern.
Durch Gouverneur Samuel W. McCall, einen ehemaligen Kommilitonen aus Dartmouth, wurde Thayer 1917 zum Richter am Superior Court in Massachusetts ernannt. Im April 1920 sorgte er für Aufsehen, als er die Geschworenen zurechtwies, nachdem sie den Anarchisten Sergie Zuboff vom Vorwurf der Anstiftung zu Gewalt freisprachen. Der Prozess um die beiden italienischen Einwanderer und Anarchisten Sacco und Vanzetti führte zu weltweiten Protesten. Webster Thayer sah sich als Vorsitzender mit der Kritik konfrontiert, den Prozess vorurteilsbeladen geführt zu haben und die Mitverantwortung an einem Justizmord zu tragen.
Thayer starb 1933 im Alter von 75 Jahren an den Folgen einer Hirnblutung.

## Der Fall Sacco und Vanzetti
Siehe Hauptartikel Sacco und Vanzetti.
Unter Vorsitz Webster Thayers wurden die italienischen Einwanderer Nicola Sacco und Bartolomeo Vanzetti in einem aufsehenerregenden Prozess des doppelten Raubmordes für schuldig befunden und schließlich hingerichtet. Der Prozess begann am 31. März 1921 in Dedham, Massachusetts. Zum Zeitpunkt des Prozesses war Thayer 63 Jahre alt. Obwohl dies unüblich ist, hatte er in einem Brief an den Präsidenten des Obersten Gerichtshofes von Massachusetts, John Aiken, um den Vorsitz gebeten. Rund ein Jahr davor hatte er Vanzetti in einem anderen Fall des versuchten Raubes für schuldig befunden und zu einer hohen Haftstrafe verurteilt, obwohl Vanzettis Alibi von vierzehn Zeugen bestätigt wurde.
Die Hinrichtung der beiden Angeklagten fand nach acht Berufungsanträgen der Verteidigung, die Thayer alle ablehnte, am 23. August 1927 statt. Während der Oberste Gerichtshof, welcher im Laufe der Berufungen einige Entscheidungen Thayers nach formalrechtlichen Aspekten untersuchen musste, keine formalen Mängel feststellen konnte, warfen ihm Kritiker vor, den Prozess vorurteilsbeladen geführt und insbesondere über die Berufungsanträge gegen die Faktenlage entschieden zu haben. Als Thayers Haus am 27. September 1932 Ziel eines Bombenattentats wurde, stand dies möglicherweise in Zusammenhang mit seiner Rechtsprechung im Fall Sacco und Vanzetti, die teils gewaltsame Proteste auf der ganzen Welt auslöste.